# Albany River
Albany River er en 982 kilometer lang flod der løber i den nordvestlige del af provinsen Ontario i Canada. Den løber mod nordøst fra Lake St. Joseph i regionen Northwestern Ontario og løber ud i James Bay i bunden af Hudson Bay. Den er 982 km lang fra kilden af Cat River der løber ud i Lake St. Joseph og konkurerrer med Severn River om titlen som den længste flod i Ontario. Vigtigste bifloder er Kenogami River, Ogoki River og Drowning River.
Floden har navn efter James, hertug af York og Albany, senere Kong Jakob 2. af England .
Den løber først mod nord, men efter at den løber sammen med Ogoki River løber den i nordøstlig retning og løber i nærheden af indianerlandsbyen  Kashechewan First Nation  ud i James Bay. På de nederste 400 km af floden er sejlbar om sommeren.
Den øvre del af Albany River ligger i Wabakimi Provincial Park.

## Byer og bebyggelser langs floden
- Kashechewan First Nation
- Fort Albany
- Ogoki Post, Marten Falls (Marten Falls First Nation)
- Eabametoong First Nation / Fort Hope, just off the main river on Eabamet Lake, connected by the Eabamet River
- Osnaburgh (Mishkeegogamang First Nation)

## Eksterne kilder og henvisninger
1. 1 2  "Other Rivers Flowing Into Hudson Bay, James Bay or Ungava Bay". Facts - Rivers. Atlas of Canada. 2009-08-17. Arkiveret fra originalen 13. februar 2010. Hentet 2010-06-14.
2. ↑  Kudelik, Gail. "Albany River". The Canadian Encyclopedia. The Historica Dominion Institute. Arkiveret fra originalen 18. maj 2011. Hentet 2011-08-19.

- Wikimedia Commons har flere filer relateret til Albany River